# Шавлія заростева
Шавлія заростева, шавлія зарослева і також шавлія степова як Salvia stepposa (Salvia dumetorum) — вид рослин з родини глухокропивові (Lamiaceae), поширений у Євразії від Румунії до Казахстану й пд.-зх. Сибіру.

## Опис
Багаторічна рослина 25–70 см заввишки.

## Поширення
Поширений у Євразії від Румунії до Казахстану й пд.-зх. Сибіру.
В Україні вид зростає у степах, серед чагарників — у Лісостепу, Степу (Лівобережжя), на Поділлі та Волині. Наводиться також для Розточчя-Опілля.